# 郭宇宽
郭宇宽（1977年—），中华人民共和国媒体人，专栏作家，原《南风窗》首席记者、主笔。

## 生平
南京人。先后获得西安交通大学机械自动化专业学士和系统工程专业硕士以及中国传媒大学传播学在职博士学位。 后任清华大学经济学研究所博士后研究员、中国经济体制改革研究会公共政策研究中心研究员。
曾在陕西卫视、湖南卫视、中央台主持节目，后来成为调查记者，“去调查上访，拆迁，这些当时电视根本不报到的事情，为那些受委屈发不了声的人说话，才让我觉得激动。”

## 立场
郭自述，“在中国我见到“中国新左派”就头大，但只要一走出中国大陆国门，我常常和世界上偏左的知识分子有较多共同语言”。又说自己曾经因为对“中国新左派”的反感，而对整个全球范围内的左翼思潮产生偏见，是“一叶障目，以偏概全”。

## 著作
- 《我想试着理解这个世界》，台海出版社[8]